# Manoel Lisboa
Manoel Lisboa de Moura (Maceió, 21 de fevereiro de 1944 —  São Paulo, 4 de setembro de 1973), conhecido como "Galego", foi um militante comunista brasileiro, fundador do Partido Comunista Revolucionário (PCR), de vertente marxista-leninista  e antirrevisionista
Foi um dos casos investigados pela Comissão da Verdade, que apurava mortes e desaparecimentos ocorridos durante a ditadura militar brasileira.

## Biografia

### Juventude
Filho de Augusto de Moura Castro, oficial da Marinha, e de Iracilda Lisboa de Moura, sua formação político-ideológica não se deu apenas por meio de leituras, nem sua prisão ocorreu simplesmente por vender livros proibidos. Ainda adolescente, organizou o grêmio do antigo Liceu Alagoano, depois Colégio Estadual. Foi diretor da União dos Estudantes Secundaristas de Alagoas (Uesa) e, aos dezesseis anos, ingressou na Juventude Comunista do PCB. Como universitário, organizou o Centro Popular de Cultura da UNE (CPC), apresentou e dirigiu peças de teatro, envolvendo, inclusive, operários da estiva.

### Militância no PCdoB
Após o golpe militar de 1964, o regime encontrou-o cursando Medicina na Universidade Federal de Alagoas (UFAL), de onde o expulsou, cassando-lhe os direitos políticos. Nessa ocasião, pertencia ao Partido Comunista do Brasil (PCdoB), organização criada em 1962, diante da linha reformista adotada pelo velho “Partidão”, desde o XX Congresso do Partido Comunista da União Soviética, fato que provocou a cisão dos militantes.
Lisboa transferiu-se para o Recife, onde continuou na luta revolucionária enquanto trabalhava na Companhia de Eletrificação Rural do Nordeste (CERNE). Em julho de 1966, foi novamente preso, logo após o atentado contra o presidente Costa e Silva, ocorrido no Aeroporto dos Guararapes. A polícia não conseguiu incriminá-lo, pois o inquérito comprovou que ele, no momento do ocorrido, estava trabalhando na Cerne com seu irmão, engenheiro e capitão do Exército. Posto em liberdade quatro dias depois, concluiu que não era possível continuar levando uma vida legal e dedicar-se à causa revolucionária, optando então pela vida clandestina.

### Fundação do PCR
Em dezembro de 1966, Manoel Lisboa de Moura, juntamente com o líder camponês Amaro Luiz de Carvalho, o "Capivara", a estudante de medicina Selma Bandeira, o estudante de veterinária Valmir Costa e o engenheiro Ricardo Zarattini Filho constituíram o núcleo inicial da formação do PCR, o Partido Comunista Revolucionário.
Apesar das duras condições da luta clandestina, o PCR procurou ligar-se às massas camponesas, operárias e estudantis em todo o Nordeste. Para isso, desenvolvia trabalho de conscientização na base e intensa campanha de denúncias das arbitrariedades e crimes cometidos contra os trabalhadores, conclamando o povo a organizar-se e lutar por seus direitos. O partido propunha a utilização de todas as formas de luta, legais ou ilegais, abertas ou clandestinas, destacando a guerra popular prolongada como a única capaz de destruir realmente a ditadura, desde que contasse com a compreensão, a simpatia e o apoio do povo. Sobre a estratégia revolucionária do partido, Manoel escreveu:
Do ponto de vista tático o campo é mais importante do que a cidade para os revolucionários, porque o aparelho de repressão do inimigo é mais débil nas áreas rurais e tem dificuldades de nelas penetrar. Nessas condições, observando o princípio de superioridade relativa de concentrar contra o inimigo forças duas ou três vezes maiores em todas as ações concretas, é possível através da guerra popular derrotar por partes os "gorilas", por isso a guerra popular também é prolongada. Prolongada por que no inicio da luta o inimigo é taticamente forte e as forças populares são débeis. Somente é a guerra que pode inverter os papeis tornando o inimigo débil e as forças armadas populares fortes. Essa mudança acarreta o controle de amplas zonas rurais pelas forças armadas populares dando em conseqüências o "cerco da cidade pelo campo", compreendendo cidade onde o inimigo é ainda taticamente forte, pois ai localiza-se seus quartéis e bases.

## Prisão e tortura
Segundo o relatório do exército sobre Manoel Lisboa de Moura e Emanuel Bezerra dos Santos, ambos teriam reagido ao receber voz de prisão e, em decorrência disso, teria se iniciado um tiroteio que culminou com a morte dos militantes. Manoel e Emanuel eram acusados de panfletagens, assaltos e do atentado ao General Costa e Silva em 1966.
De acordo com o dossiê divulgado pela Comissão de Familiares de Mortos e Desaparecidos Políticos, Instituto de Estudo da Violência do Estado - IEVE, contudo, Emanuel e Manoel Lisboa de Moura foram presos em Recife/PE, no dia 16 de agosto e torturados no DOPS daquele estado durante alguns dias. O policial que os prendeu e torturou, Luis Miranda transferiu-os para o DOPS/SP, e, em seguida, para o DOI/CODI-SP, onde foram torturados por dois meses. Fotos das vítimas, reveladas pelo Instituto Médico Legal de São Paulo, mostram cortes, feridas causadas por tiros, e dedos, umbigo, testículos e pênis mutilados.

## Morte
Segundo relatório do Ministério da Aeronáutica, Manoel foi "morto em 4 de setembro de 1973, em São Paulo, após cerrado e violento tiroteio com agentes de segurança".
De acordo com a versão oficial, Manoel teria sido morto durante um tiroteio no Largo de Moema,  juntamente com Emanuel Bezerra dos Santos. O capitão do Exército Carlos Cavalcante, membro da família de Manoel, tentou resgatar o corpo que, embora tivesse sido enterrado como indigente no Cemitério do Campo Grande, poderia ser exumado, desde que a família se comprometesse a não abrir o caixão, que seria entregue lacrado. A família, no entanto,  recusou tal condição, dado que não poderia ter a certeza de que, no caixão lacrado, estaria de fato o corpo de Manoel.
Por ocasião do processo de exumação e identificação do corpo de Emanuel Bezerra dos Santos, o mesmo foi feito com o corpo de Manoel - ambos sepultados no mesmo local. Todavia, o irmão de Manoel não quis receber seus restos mortais que, então, foram deposiados no Ossário Geral do Cemitério de Campo Grande, com a presença de amigos e entidades.

## Legado
O revolucionário dá nome a um centro cultural - o Centro Cultural Manoel Lisboa -, que se encontra na rua Carneiro Vilela, número 138, em Recife, Pernambuco. O CCML é presidido pelo ex-líder estudantil da Universidade Federal de Pernambuco Edival Nunes Cajá, também dirigente do PCR.

## Ligações Externas
- Manoel Lisboa - Herói da Resistência à Ditadura (documentário)
- http://www.rebeliao.org/2014/09/04/manoel-lisboa-um-homem-de-verdade/ Em falta ou vazio |título= (ajuda)